# Tour d'Émilie 2012
La 95e édition du Tour d'Émilie a eu lieu le 6 octobre 2012. Elle a été remportée en solitaire par le Colombien Nairo Quintana (Movistar) 3 secondes devant le Suédois Fredrik Kessiakoff (Astana) et 4 sur l'Italien Franco Pellizotti (Androni Giocattoli-Venezuela).
L'épreuve fait partie de l'UCI Europe Tour 2012 en catégorie 1.HC.

## Présentation

### Équipes
Classé en catégorie 1.HC de l'UCI Europe Tour, le Tour d'Émilie est par conséquent ouvert aux UCI ProTeams dans la limite de 70 % des équipes participantes, aux équipes continentales professionnelles, aux équipes continentales italiennes et à une équipe nationale italienne.
17 équipes participent à ce Tour d'Émilie : 9 ProTeams, 7 équipes continentales professionnelles et 1 équipe continentale :
| Nom de l'équipe        | Pays        | Code |
| ---------------------- | ----------- | ---- |
| AG2R La Mondiale       | France      | ALM  |
| Astana                 | Kazakhstan  | AST  |
| Katusha                | Russie      | KAT  |
| Lampre-ISD             | Italie      | LAM  |
| Liquigas-Cannondale    | Italie      | LIQ  |
| Movistar               | Espagne     | MOV  |
| Rabobank               | Pays-Bas    | RAB  |
| Saxo Bank-Tinkoff Bank | Danemark    | STB  |
| Sky                    | Royaume-Uni | SKY  |

| Nom de l'équipe              | Pays        | Code |
| ---------------------------- | ----------- | ---- |
| Acqua & Sapone               | Italie      | ASA  |
| Androni Giocattoli-Venezuela | Italie      | AND  |
| Colnago-CSF Inox             | Irlande     | COG  |
| Farnese Vini-Selle Italia    | Royaume-Uni | FAR  |
| Europcar                     | France      | EUC  |
| Colombia-Coldeportes         | Colombie    | COL  |
| Utensilnord Named            | Irlande     | UNA  |

| Nom de l'équipe | Pays   | Code |
| --------------- | ------ | ---- |
| Idea            | Italie | IDE  |

## Classement final
|    | Coureur              | Pays     | Équipe                       |    | Temps           |
| -- | -------------------- | -------- | ---------------------------- | -- | --------------- |
| 1  | Nairo Quintana       | Colombie | Movistar                     | en | 4 h 40 min 22 s |
| 2  | Fredrik Kessiakoff   | Suède    | Astana                       | +  | 3 s             |
| 3  | Franco Pellizotti    | Italie   | Androni Giocattoli-Venezuela |    | 4 s             |
| 4  | Domenico Pozzovivo   | Italie   | Colnago-CSF Inox             |    | 9 s             |
| 5  | Chris Anker Sørensen | Danemark | Saxo Bank-Tinkoff Bank       |    | 22 s            |
| 6  | Matteo Rabottini     | Italie   | Farnese Vini-Selle Italia    |    | 33 s            |
| 7  | Giovanni Visconti    | Italie   | Movistar                     |    | 35 s            |
| 8  | Riccardo Chiarini    | Italie   | Androni Giocattoli-Venezuela |    | 37 s            |
| 9  | Miguel Ángel Rubiano | Colombie | Androni Giocattoli-Venezuela |    | 1 min 17 s      |
| 10 | Gianluca Brambilla   | Italie   | Colnago-CSF Inox             |    | 1 min 55 s      |

## Liste des participants
- Liste de départ complète